# Pizzo Carbonara
Pizzo Carbonara é a segunda montanha mais alta da Sicília. Tem 1979 m de altitude, 1196 m de proeminência topográfica e 83,49 km de isolamento topográfico..
O Pizzo Carbonara é o pico mais alto da cordilheira das Madonias, e em altitude na Sicília só é ultrapassado pelo Etna. É apenas 2 metros mais alto que o vizinho Pizzo Antenna.
O Pizzo Carbonara está a 10 km a noroeste de Petralia Sottana. É um maciço calcário, e a chuva que cai nele eventualmente emerge ao pé da rocha de Cefalù no litoral setentrional da Sicília. O seu cume é mais uma meseta que um pico, de modo que não é fácil encontrar o ponto mais alto.
Com bom tempo, o Pizzo Carbonara sobe-se rapidamente a partir de Piano Battaglia (1605 m), que pode alcançar-se por estrada, levando todo o percurso de ida e volta cerca de duas horas e meia para uma pesaoa média em boa forma. Não implica nenhuma escalada em rocha. Não obstante, não há (à data de 2006) nenhum caminho marcado para subir à montanha, não há disponíveis mapas exatos e a meseta tende a ter nevoeiro. Portanto, é aconselhado levar uma bússola ou GPS ao subir esta montanha. Os guias recomendam que não se façam ascensões no inverno.
O clima é do tipo apenínico, distinto do clima mediterrânico siciliano. De verão a temperatura pode superar os 20ºC, e de noite 5ºC. De inverno raramente fica acima de 0ºC, com temperaturas mínimas em torno de -10ºC.